# Melamaniemi (udde)
Melamaniemi är en udde i Finland. Den ligger i S:t Michel och landskapet Södra Savolax, i den södra delen av landet, 210 km nordost om huvudstaden Helsingfors. Melamaniemi ligger vid sjön Louhivesi.
Terrängen inåt land är huvudsakligen platt. Runt Melamaniemi är det mycket glesbefolkat, med 7 invånare per kvadratkilometer.